# エージーデオ24
エージーデオ24（Ag DEO 24）は、ファイントゥデイが発売している制汗・デオドラントスプレーのブランド名である。

## 概要
2001年に「Ag+（エージープラス）」として販売を開始。商品名の由来は銀イオンのイオン式「Ag+」で、新殺菌剤の「銀含有ゼオライト」を世界で初めて制汗剤に使用した。汗の臭いが発生する原因菌を殺菌することで臭いが発生しないことを「ずーっとにおわない」をキャッチコピーにして宣伝している。
なお、現在の製品には銀含有ゼオライトは含まれておらず、有効成分はイソプロピルメチルフェノールに変更されているため、当初本品の特徴としていた銀イオンによる殺菌効果を謳ってはいない。ただし、さらさらパウダーとして、銀含有アパタイトが配合されている。
CMに出演している「におい鑑定人」は、発売当初から米オハイオ州シンシナティ所在の医薬品検査会社ヒルトップ・リサーチ社（Hill Top Research）所属の臭いの濃度鑑定士、ベッツィー・ライオンズ（Betsy Lyons）を起用していたが、2015年2月のリニューアルからはカリフォルニア大学卒業後、ペンシルバニア大学で心理学の博士号を取得した心理学者で嗅覚専門の認知科学者、エイヴリー・ギルバートを起用している。
2012年2月には、主力商品であるパウダースプレーとフットスプレーの処方を改良。従来からの銀イオンの殺菌力に加え、汗・ニオイの発生の発生を抑える処方「フルシナジーアクション技術」の採用により、汗・ニオイが発生するあらゆるルートを断ち切り、銀イオンの殺菌力を最大化することで、朝のひと吹きで1日中汗・ニオイを抑える効果が向上した。またパウダースプレーをはじめとする全アイテムにおいて、クールタイプと香り付きの商品は、色付きのパッケージにリニューアル。さらにブランド初の男性向け商品「メンズボディシート」を発売した。
2013年2月には、男性向けのパウダースプレー「メンズデオドラントスプレー」を発売した。
2014年2月には、汗・皮脂のニオイだけでなく、気になる加齢臭もカットするデオドラントスプレー「エイジデオスプレー」と「エイジデオスプレー」の男性向け商品「メンズエイジデオスプレー」を発売した。
2015年2月には、高密着処方ですき間なく密着して、ニオイの元となるニオイ菌を殺菌する「ニオイフルブロック処方」を新たに採用するとともに、パウダースプレーは香りも楽しめるフレグランスラインを配置して全面刷新。
2016年2月、リニューアルに伴い商品名を「エージーデオ24」に変更。
2021年7月1日付で、発売元が資生堂からファイントゥデイへ変更された。

## ラインナップ
- パウダースプレー
  - 無香料
  - フレッシャサボン
  - フローラルブーケ
  - スウィートブレンド
  - ヴァーベシトラス
  - ベビーパウダー
- クールパウダースプレー（無香料）
- メンズデオドラントスプレー
  - 無香料
  - シトラストニックの香り
  - スパークリングマリンの香り
- エイジデオスプレー
  - エイジデオスプレー
  - メンズエイジデオスプレー
- フットスプレー（無香料）
- デオドラントスティック
  - 無香料
  - ベビーパウダーの香り
- クリアシャワーシート
  - 無香料
  - フレッシュサボン
- クリアシャワーラージシート
  - 無香料
  - クール（無香料）
- メンズボディーシート
  - 無香料
  - シトラストニック